# Ljudsiren

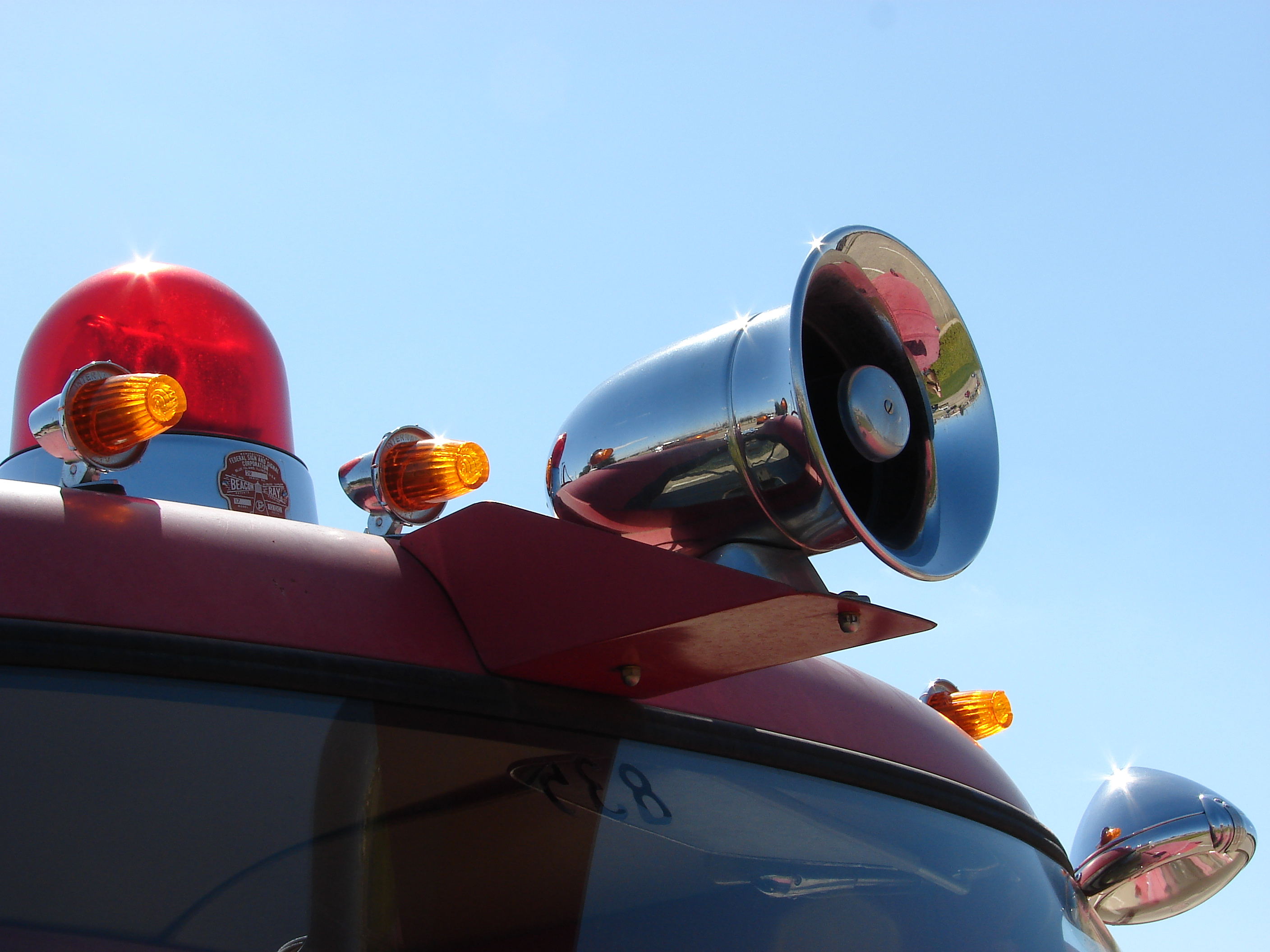
Varningsljus och siren på en brandbil.

En ljudsiren är en signalanordning som avger ett kraftigt ljud för att varna allmänheten, till exempel vid flyglarm. Denna typ av siren är oftast trycklufts- eller motordriven.

## Larmanordning
Sirener på utryckningsfordon används tillsammans med blått blinkande ljus för att påkalla fri väg. Sådana sirener heter larmanordning. Tidigare användes i Sverige sirener bestående av kompressorhorn med två olika toner. I dag används sirener som alstrar ljudet på elektronisk väg och det återges av en kraftfull högtalare.

## Typer av sirener

### Elektroniska sirener
Elektroniska sirener är det som de flesta känner till i Sverige, dessa kom först 1976. De består av en högtalare, en förstärkare och en krets som genererar det önskade ljudet. De finns i olika storlek och ljudstyrka, allt ifrån små fönsterlarm till stora högtalarkluster på hustak för VMA.

### Pneumatiska sirener
Den pneumatiska sirenen förbättrades ca 1819 av Charles Cagniard de la Tour, som också namngav den. En ström av tryckluft bryts i pulser av en roterande skiva med ett antal hål i.

### Mekaniska sirener
Den mekaniska sirenen kan beskrivas som en pneumatisk siren med inbyggd fläkt. Den kan drivas med en vev eller en motor, när den drivs med motor kan den också kallas motorsiren.
Den består av en rotor, som är ett fläkthjul med ett antal, oftast fyrkantiga, hål i periferin (kallade portar) och vingar innanför, och en stator, som är en ring med motsvarande hålbild. När rotorn roterar pressar vingarna ut luft medelst centrifugalkraften (som en radialfläkt) genom hålen i rotorn. När hålen står mitt för hålen i statorn kan luften passera ut, när de står mitt emellan hålen i statorn är det tätt. Det resulterar i ett pulserande luftflöde, d.v.s. ljud.
Frekvensen bestäms av varvtalet och antalet portar - antalet portar gånger varv/sek. Den klassiska stigande och fallande tonen åstadkoms genom att med några sekunders mellanrum upprepat slå på och av motorn, och låta trögheten i motorns och sirenens rotorer göra så att tonen långsamt stiger och faller.
De klassiska engelska motorsirenerna som ofta hörs i krigsfilmer har två rotorer med tillhörande statorer, för att samtidigt producera två toner. Det ena rotor/statorparet har 10 portar och det andra 12 (förhållande 5/6), vilket framställer en liten ters. I USA används olika portkombinationer av olika tillverkare och olika modeller, t.ex.  8/10 - stor ters, 9/12 - kvart, och 8/12 - kvint.